# Materialkosten
Als Materialkosten (oder Werkstoffkosten; englisch cost of materials) bezeichnet man im Rechnungswesen allein die durch betriebszweckbezogenen Verbrauch von Material und Energien im Produktionsprozess entstandenen Kosten.

## Allgemeines
Materialkosten oder Werkstoffkosten sind ein Sammelbegriff, unter dem verschiedene Kostenarten zusammengefasst werden. Sie entstehen in Wirtschaftsbetrieben jeder Art, nicht nur in den eigentlichen Produktionsbetrieben, sondern auch bei Kreditinstituten. Was diese Betriebstypen voneinander unterscheidet, sind die Art und Höhe der Materialkosten an den Gesamtkosten oder Umsatzerlösen. Materialkostenintensiv sind jene Betriebe, bei denen der Anteil der Materialkosten an den Gesamtkosten oder Umsatzerlösen über 50 % erreicht. In der Industrie gehören zu den materialkostenintensiven Betrieben etwa die konsumnahen Betriebe der Nahrungsmittelindustrie oder Automobilindustrie. Bei diesen hat eine sorgfältige Materialwirtschaft eine hohe Bedeutung, denn eine Reduzierung der Materialkosten um 4 % (bei Umsatzerlösen von 100 Mio. Euro, einem Betriebsergebnis von 6 Mio. Euro und Materialkostenintensität von 50 %) würde zu einem auf 8 Mio. Euro erhöhten Betriebsergebnis führen. Um dieses durch Umsatzsteigerung zu erreichen, müssten die Umsatzerlöse auf 133 Mio. Euro (also 33 %) erhöht werden. Dieser Gewinnbeitrag der Materialwirtschaft kann als Ausgleich für nicht realisierbare Umsatzsteigerungen interpretiert werden. Die hier beschriebene Hebelwirkung ergibt sich aus folgender betriebswirtschaftlichen Kennzahl:
{\displaystyle {\mbox{GB}}={\frac {{\mbox{MK}}\cdot {\mbox{E}}}{\mbox{R}}}}
Dabei gelten:
- GB = Gewinnbeitrag der Materialwirtschaft, ausgewiesen als entsprechende Umsatzsteigerung
- MK = Materialkosten-Anteil in % vom Umsatz
- E = Reduzierung der Materialkosten in % der Materialkosten
- R = Umsatzrentabilität

Bei materialintensiven Betrieben spielt die Materialaufwandsquote (Materialintensität) eine besondere Rolle:
{\displaystyle {\text{Materialaufwandsquote}}={\frac {\text{Materialaufwand}}{\text{Gesamtleistung (Umsatzerlöse)}}}\cdot 100\,\%}
Die Materialaufwandsquote ist das Verhältnis zwischen dem in der Gewinn- und Verlustrechnung ausgewiesenen Materialaufwand und der Gesamtleistung (oder Umsatzerlöse) eines Unternehmens. Anhand dieser Kennzahl kann ein Unternehmen sich mit anderen Unternehmen seiner Branche vergleichen, um zu erkennen, ob Wettbewerber ihre Leistung mit geringerem Materialaufwand erzielen und kann deshalb auf mögliche Unwirtschaftlichkeiten im Betriebsablauf hinweisen.

## Arten
Materialkosten werden in der Kostenartenrechnung aufgeteilt in:
- Rohstoffkosten wie etwa Holz in der Möbelindustrie,
- Hilfsstoffkosten wie Verpackungsmaterial, Reinigungsmittel usw.,
- Betriebsstoffkosten wie Strom, Gas, Rohöl oder Büromaterial.

In der Kostenträgerrechnung setzen sich die Materialkosten aus den Materialeinzelkosten sowie den Materialgemeinkosten zusammen. Die Materialgemeinkosten entsprechen einer adäquaten Zuschlüsselung der Materialbeschaffungs- und -lagerkosten:
| + Materialeinzelkosten |
| + Materialgemeinkosten |
| = Materialkosten       |

Eine verursachungsgerechte Zurechnungsmöglichkeit auf die Endprodukte stellen die Materialeinzelkosten dar, alle übrigen Materialkosten werden durch einen Verteilungsschlüssel als Materialgemeinkosten auf die Produkte verteilt.

## Erfassung
Zur Erfassung des mengenmäßigen Verbrauchs stehen vier Methoden zur Verfügung:
- Zugangsmethode: sie unterstellt, dass die in einer Abrechnungsperiode beschafften Materialmengen auch in dieser Periode verbraucht wurden.
- Inventurmethode: aufgrund einer Inventur wird der Anfangsbestand und der Endbestand ermittelt, so dass die Differenz den Materialverbrauch ergibt.
- Skontrationsmethode (Fortschreibungsmethode): Lagerzugänge gemäß Lieferschein und -abgänge gemäß Materialentnahmeschein werden festgehalten, so dass der Materialverbrauch den Lagerbestandsreduzierungen entspricht.
- retrograde Methode: ist eine ungenaue Berechnung, da die Sollverbrauchsmengen pro erstelltem Produkt ermittelt werden, so dass tatsächliche Verbrauchsmengen nicht berücksichtigt werden.

Wo Materialkosten zur Bewertung von Lagerbeständen dienen, sind die entsprechenden der Rechnungslegungsvorschriften zu berücksichtigen. Im Produktionscontrolling fließen Materialkosten entsprechend dem verbauten Material als Teil der Herstellkosten in die Kostenträger- bzw. Kosten- und Leistungsrechnung.

## Materialbewertung
Die Bewertung der Materialeinzelkosten erfolgt im einfachen Fall zum Einstandspreis. Wenn ein Lagerbestand jedoch aus mehreren Lieferungen besteht, die jeweils zu unterschiedlichen Einstandspreisen beschafft worden sind, sollte das Material zum gleitenden Durchschnittspreis bewertet werden. Beispiel: Ein Öltank, der befüllt wird, bevor er komplett entleert ist.
Neben der Durchschnittsmethode sind auch verschiedene andere Ansätze denkbar:
- Lifo-Methode: Last In – First Out-Methode, bei der der Wert anhand des Anschaffungswerts der zuletzt gekauften Menge errechnet wird
- Fifo-Methode: First In – First Out-Methode, bei der der Wert anhand des Anschaffungswerts der zuerst gekauften Menge errechnet wird
- Hifo-Methode: Highest In – First Out-Methode: Der Verbrauch wird mit dem höchsten realisierten Einkaufspreis bewertet
- Lofo-Methode: Lowest In – First Out-Methode: Der Verbrauch wird mit dem niedrigsten realisierten Einkaufspreis bewertet
- Standardkosten: einem fixierten Materialpreis, z. B. den Durchschnittskosten zum Zeitpunkt der jährlichen Vorkalkulation

Material-Standardkosten werden insbesondere dann verwendet, wenn Halbfabrikate in Eigenfertigung produziert und zwischengelagert werden. Standardkosten entsprechenden dann dem einmal jährlich ermittelten Zielkostenwert. Die Produktionskosten werden dann an diesem Zielkostenwert gemessen und Abweichungen können in Preisabweichungen und Mengen- bzw. Verbrauchsabweichungen differenziert und analysiert werden.

## Jahresabschluss
In der Gewinn- und Verlustrechnung gehören die Materialkosten nach § 255 Abs. 2 Satz 2 HGB zu den Herstellungskosten und sind nach § 275 Abs. 2 Nr. 5 a) HGB als „Materialaufwand“ auszuweisen.